# Titanatemnus conradti
Titanatemnus conradti är en spindeldjursart som först beskrevs av Albert Tullgren 1908.  Titanatemnus conradti ingår i släktet Titanatemnus och familjen Atemnidae. Inga underarter finns listade i Catalogue of Life.